# Nesarpalus cimensis cimensis
Nesarpalus cimensis cimensis é uma subespécie de insetos coleópteros pertencente à família Carabidae.
A autoridade científica da subespécie é Cockerell, tendo sido descrita no ano de 1922.
Trata-se de uma subespécie presente no território português.